# Der schweigende Stern
Der schweigende Stern (en polaco Milcząca Gwiazda, traducción literal al inglés The Silent Star), es una película de ciencia ficción en color coproducida por la República Democrática Alemana y Polonia en 1960, basada en la novela de ciencia ficción de 1951 Los astronautas, del escritor de ciencia ficción polaco Stanisław Lem. Fue dirigida por Kurt Maetzig y protagonizada por Günther Simon, Julius Ongewe y Yoko Tani . La película fue estrenada por primera vez por la productora Progress Film, de la República Democrática Alemana, con una duración de 93 min. También se lanzaron versiones dobladas y cortadas en inglés con otros títulos: First Spaceship on Venus, Planet of the Dead, y Spaceship Venus Does Not Reply.

## Argumento
En 1985, los ingenieros involucrados en un proyecto industrial para irrigar el desierto de Gobi desentierran accidentalmente un misteriosa bobina, una grabadora de vuelo. Cuando se descubre que está hecha de un material desconocido en la Tierra, el aparato se relaciona circunstancialmente con la explosión de Tunguska de 1908. Se toma como evidencia de que la explosión, originalmente atribuida a un meteoro, fue en realidad causada por una nave espacial extraterrestre, que originalmente provenía de Venus. Esto lleva a tomar la decisión de enviar una nave espacial a ese planeta. A su llegada, la tripulación descubre una civilización venusiana muerta hace mucho tiempo, que había construido un dispositivo destinado a destruir toda la vida en la Tierra antes de su invasión. Antes de que pudieran ejecutar su plan, perecieron en una guerra nuclear global.
El profesor Harringway deduce que la nave debe haber venido de Venus. Establece que la bobina es un registrador de vuelo, y éste es  descodificado parcialmente por un equipo internacional de científicos dirigido por el profesor Sikarna y el dr. Tchen Yu. Cuando los saludos enviados por radio a Venus quedan sin respuesta, Harringway anuncia que un viaje a Venus es la única alternativa. La nave espacial soviética Kosmokrator, recientemente terminada, y destinada a viajar a Marte, se redirige a Venus, en un viaje de 30 a 31 días. Durante el viaje, Sikarna trabaja para traducir el mensaje utilizando la computadora de la nave espacial.
Cuando la nave se acerca a Venus, la interferencia de radio del planeta corta la comunicación con la Tierra. Entonces, los esfuerzos de Sikarna conducen a un descubrimiento sorprendente: la bobina describe un plan de Venus para irradiar la superficie de la Tierra y exterminar a humanidad como preludio de su invasión. En lugar de contener un "documento cósmico", como se esperaba, la bobina lleva un mensaje de destrucción. La tripulación decide transmitir esta información a la Tierra, creyendo que sería de utilidad para la humanidad. Harringway, sin embargo, convence a la tripulación de continuar hacia Venus, en lugar de regresar a la Tierra con revelaciones que podrían asustar a la humanidad y llevar a consecuencias desconocidas.
El astronauta alemán Brinkman, con el robot Omega, pilota una nave de aterrizaje a través de la atmósfera de Venus. En la superficie, encuentra un complejo industrial y pequeños dispositivos de almacenamiento de información que parecen insectos. La nave de Brinkman se destruye en una explosión cuando aterriza accidentalmente sobre líneas eléctricas de alta tensión. La tripulación aterriza la nave Kosmokrator para investigar la explosión. La tripulación se divide, algunos se quedan cerca de la nave para estudiar los dispositivos de almacenamiento, mientras el resto siguen la línea eléctrica para tratar de encontrar a los venusianos, pero no encuentran ninguna forma de vida. En cambio, descubren una gran estructura similar a una pelota de golf que, según sugiere Arsenew, puede ser un transformador gigante o un generador de campo de fuerza. Siguiendo las líneas eléctricas en la dirección contraria, encuentran los restos de una ciudad desierta y devastada alrededor de un enorme cráter. Hay claros signos de una explosión catastrófica tan intensa que las formas sombrías de los venusinos se marcaron permanentemente en las paredes de las estructuras supervivientes (como las sombras proyectadas que quedaron tras el bombardeo atómico de Hiroshima).
Los venusianos han desaparecido, pero sus máquinas siguen funcionando, incluida la máquina de bombardeo por radiación destinada a ser utilizada contra la Tierra. Uno de los científicos dispara accidentalmente el arma, lo que provoca un esfuerzo frenético por parte del equipo para desarmarla. Tchen Yu lleva a Talua, el oficial de comunicaciones de la nave, al centro de mando de Venus. Cuando se perfora el traje espacial de Tchen Yu, Brinkman se aventura a salvarlo. Antes de que pueda alcanzar a Yu, Talua logra invertir el arma. Desafortunadamente, esto también invierte el campo gravitacional de Venus, arrojando a la Kosmokrator al espacio. Brinkman también es repelido fuera del planeta, más allá del alcance de la nave espacial, mientras que Talua y Tchen Yu permanecen abandonados en la devastada Venus. La tripulación superviviente debe regresar a la Tierra, donde advierten a la humanidad sobre los peligros de las armas atómicas .

## Reparto
| Actor                  | Personaje                                                    | Notas                                                                            |
| ---------------------- | ------------------------------------------------------------ | -------------------------------------------------------------------------------- |
| Günther Simon          | Raimund Brinkman (Robert en la versión estadounidense)       | Piloto alemán del Kosmokrator                                                    |
| Julius Ongewe          | Talua                                                        | Oficial de comunicaciones africano                                               |
| Yoko Tani              | Dra. Sumiko Ogimura                                          | Oficial médica japonesa                                                          |
| Oldrich Lukes          | Profesor Harringway Hawling                                  | Comandante estadounidense                                                        |
| Ignacy Machowski       | Profesor Sołtyk (Durand                                      | Ingeniero francés, en el comunicado de Estados Unidos), el ingeniero jefe polaco |
| Mikhail Postnikov      | Profesor Arsenew (Orloff en el comunicado de Estados Unidos) | cosmonauta soviético.                                                            |
| Kurt Rackelmann        | Profesor Sikarna                                             | Matemático indio                                                                 |
| Tang Hua-Ta            | Dr. Chen Yu (Lao Tsu en la versión estadounidense)           | Lingüista chino                                                                  |
| Lucyna Winnicka        | Joan Moran                                                   | Reportera de televisión                                                          |
| Eduard von Winterstein | Físico nuclear                                               |                                                                                  |
| Ruth Maria Kubitschek  | Esposa del profesor Arsenew                                  |                                                                                  |

Julius Ongewe era un estudiante de medicina en Leipzig de Nigeria o Kenia. Fue uno de los dos primeros hombres negros en viajar al espacio en la cinematografía. El otro, en el mismo año, fue Archie Savage en la película italiana Space-Men.

## Producción
La historia está basada en la novela de ciencia ficción de 1951 Los astronautas de Stanisław Lem. Kurt Maezig de la Deutsche Film AGE (DEFA) se acercó a Lem con la idea de hacer una adaptación cinematográfica de su novela, posiblemente porque Lem era ampliamente conocido en Polonia y en el extranjero en ese momento. Los astronautas probablemente fue elegida debido a los recientes avances en la tecnología de cohetes y la popularidad de los viajes espaciales en la ciencia ficción. La historia también expresó muchos ideales socialistas, apropiados para la DEFA de propiedad estatal.
El director de la DEFA, Herbert Volkmann, responsable de finanzas, así como otros funcionarios de la RDA, fueron estrictos con el proyecto: tenían preocupaciones ideológicas sobre el guion y se incorporaron nuevos escritores para trabajar en él. Finalmente, se crearon doce versiones diferentes del guion. La película se rodó principalmente en la República Democrática Alemana. Las escenas al aire libre se rodaron en el área de Zakopane, Polonia y el aeródromo de Berlín-Johannisthal, y los efectos especiales en Babelsberg Studio y en un estudio en Wrocław, (Polonia). La maqueta de la nave espacial en el aeródromo se convirtió en el tema de un engaño en el periódico Der Kurier: la portada presentaba la nave espacial como un intento fallido de vuelo espacial en la zona de ocupación soviética.
La película destacó por el uso temprano de "sonidos electrónicos", extensamente, en su banda sonora. La música electrónica y los ruidos ilustraron el trabajo de la computadora que descifra el mensaje alienígena, el mensaje en sí mismo y el inquietante paisaje de Venus devastado por la catástrofe nuclear. Markowski, que produjo la partitura musical, fue asistido por el ingeniero de sonido Krzysztof Szlifirski, del Experimental Studio of Polish Radio, con algunos efectos de sonido agregados en el laboratorio de la Academia Militar de Tecnología en Varsovia y con postproducción en DEFA.Experimental Studio Ernst Kunstmann estuvo a cargo de los efectos especiales.

## Estreno, crítica y premios
Fue la primera película producida y estrenada conjuntamente por Polonia y la República Democrática Alemana. Cuando se estrenó por primera vez en los cines europeos, la película vendió alrededor de 4,3 millones de entradas, convirtiéndola en una de las 30 películas más exitosas de la DEFA.
En una retrospectiva de la película de ciencia ficción soviética, el director británico Alex Cox comparó First Spaceship on Venus con la película japonesa The Mysterians, pero calificó a la primera de "más compleja y moralmente ambigua". Cox también comentó que "las imágenes de ciudades derretidas y bosques cristalizados, cubiertos por remolinos de nubes de gas, son obras maestras del diseño de producción. La escena en la que tres cosmonautas son amenazados a mitad de camino de una Torre de Babel en miniatura por un mar de lodo que lo invade puede no convencer del todo, pero sigue siendo algo que ver".
Stanislaw Lem, en cuya novela se basó la película, fue extremadamente crítico con la adaptación e incluso quiso que se eliminara su nombre de los créditos, en protesta contra la politización adicional de la historia en comparación con su original. Según escribió Lem: "Prácticamente pronunció discursos sobre la lucha por la paz . Se hizo un guión de mala calidad; el alquitrán burbujeaba, lo que no asustaría ni a un niño."
Recibió en 1964 el premio "Premio Nave Espacial de Oro" del Festival de películas utópicas de Trieste.

## Otros estrenos
En 1962, Crown International Pictures subtituló para el mercado de habla inglesa una versión doblada y abreviada de 79 minutos, bajo el título First Spaceship on Venus. La película se estrenó en los cines de los EE. UU. en un programa doble junto a una versión reeditada de la película japonesa de Kaiju de 1958, Varan the Unbelievable. Todas las referencias al bombardeo atómico de Hiroshima fueron eliminadas. El personaje estadounidense Hawling se convirtió en un ruso llamado Orloff. El personaje ruso Arseniev se convirtió en el Herringway estadounidense, mientras que el personaje polaco Soltyk se convirtió en el francés Durand. En ese momento, también se exhibieron en el mercado estadounidense dos versiones de la película cortadas y dobladas de manera diferente, Spaceship Venus Does Not Reply y Planet of the Dead .
La versión original sin cortes de la película fue finalmente relanzada en los EE. UU. en 2004 bajo su título original The Silent Star por la DEFA Film Library de la Universidad de Massachusetts Amherst.

## Presencia en otros medios
En 1980, una secuencia corta de First Spaceship on Venus se utilizó como una "película dentro de una película" en el largometraje de bajo presupuesto Galaxina.
En 1990, la película apareció en la segunda temporada de Mystery Science Theatre 3000 y fue lanzada en DVD en 2008 por Shout! Factory, como parte de su colección "MST3K 20th Anniversary Edition".
En 2007, la película se proyectó en la serie de televisión de terror Cinema Insomnia. Más tarde, Apprehensive Films lanzó el episodio de Cinema Insomnia en DVD.